# (10487) Danpeterson
(10487) Danpeterson est un astéroïde de la ceinture principale.

## Description
(10487) Danpeterson est un astéroïde de la ceinture principale. Il fut découvert le 14 avril 1985 à l'Observatoire Palomar par Carolyn S. Shoemaker et Eugene M. Shoemaker. Il présente une orbite caractérisée par un demi-grand axe de 2,31 UA, une excentricité de 0,17 et une inclinaison de 24,9° par rapport à l'écliptique.

## Compléments